# Dorukhan Toköz
Dorukhan Toköz (Eskişehir, 19 de mayo de 1996) es un futbolista turco que juega en la demarcación de centrocampista para el Kayserispor de la Superliga de Turquía.

## Selección nacional
Tras jugar con la selección de fútbol sub-21 de Turquía, finalmente hizo su debut con la selección absoluta el 22 de marzo de 2019 en un encuentro de clasificación para la Eurocopa 2020 contra Albania, partido que finalizó con un resultado de 0-2 a favor del combinado turco tras los goles de Burak Yılmaz y Hakan Çalhanoğlu. El 11 de junio del mismo año, en su quinto partido con la selección anotó su primer gol con el combinado turco.

### Goles internacionales
| # | Fecha               | Estadio                               | Oponente | Gol | Resultado | Competición                         |
| - | ------------------- | ------------------------------------- | -------- | --- | --------- | ----------------------------------- |
| 1 | 11 de junio de 2019 | Laugardalsvöllur, Reikiavik, Islandia | Islandia | 2-1 | 2-1       | Clasificación para la Eurocopa 2020 |

## Clubes
| Club            | País    | Año       | Partidos | Goles |
| --------------- | ------- | --------- | -------- | ----- |
| Eskişehirspor   | Turquía | 2015-2018 | 67       | 4     |
| Beşiktaş J. K.  | Turquía | 2018-2021 | 71       | 3     |
| Trabzonspor     | Turquía | 2021-2023 | 41       | 2     |
| Adana Demirspor | Turquía | 2023-2024 | 25       | 0     |
| Eyüpspor        | Turquía | 2024-2025 | 22       | 0     |
| Kayserispor     | Turquía | 2025-     |          |       |

## Palmarés

### Títulos nacionales
| Título               | Club           | País    | Año  |
| -------------------- | -------------- | ------- | ---- |
| Superliga de Turquía | Beşiktaş J. K. | Turquía | 2021 |
| Copa de Turquía      | Beşiktaş J. K. | Turquía | 2021 |
| Superliga de Turquía | Trabzonspor    | Turquía | 2022 |
| Supercopa de Turquía | Trabzonspor    | Turquía | 2022 |